# Public Image Ltd.

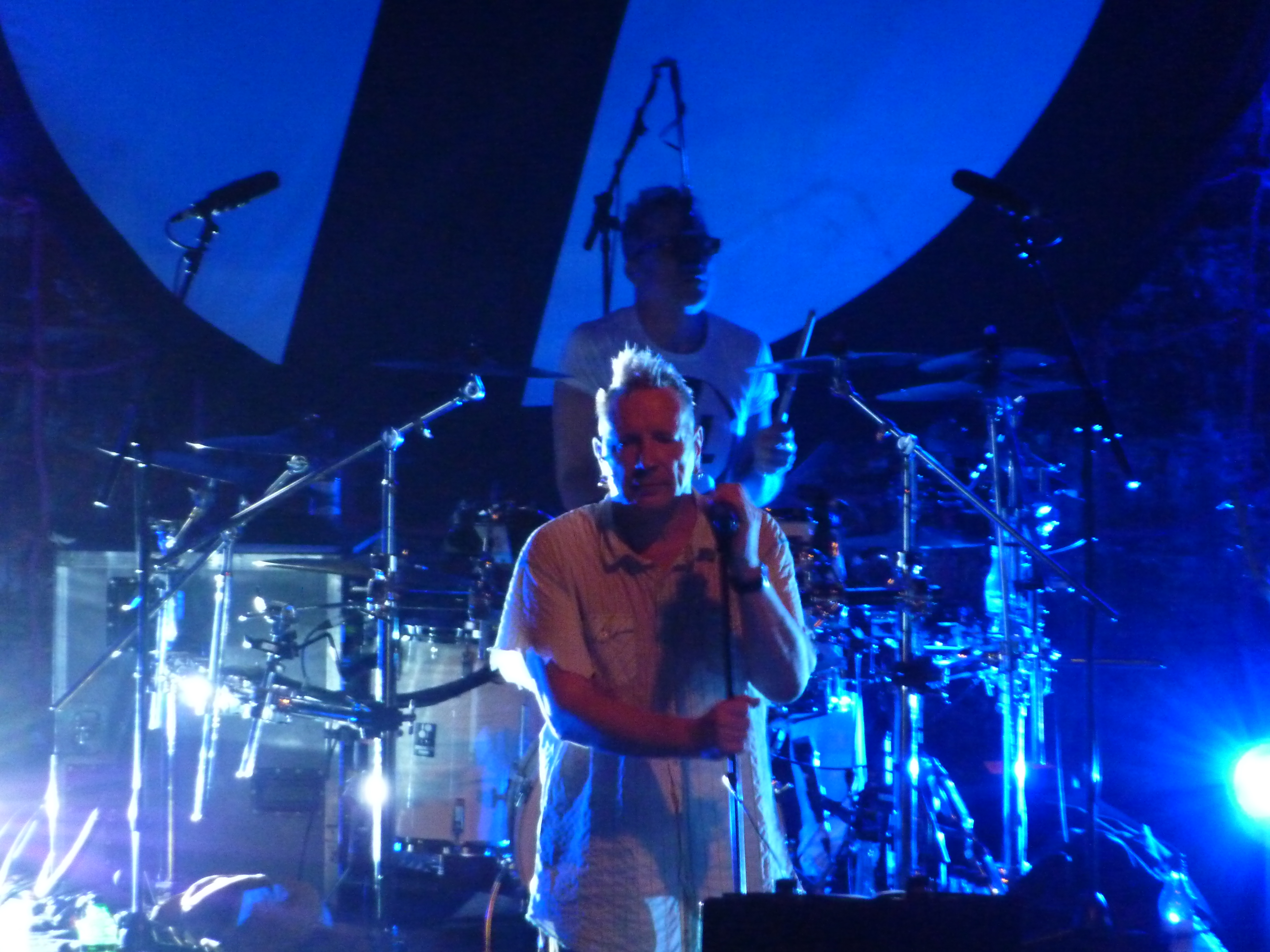
John Lydon & PiL 2012 Manchester.

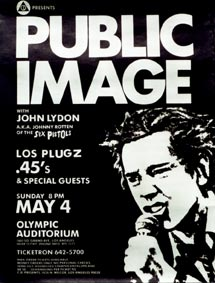
PR poster 1980.

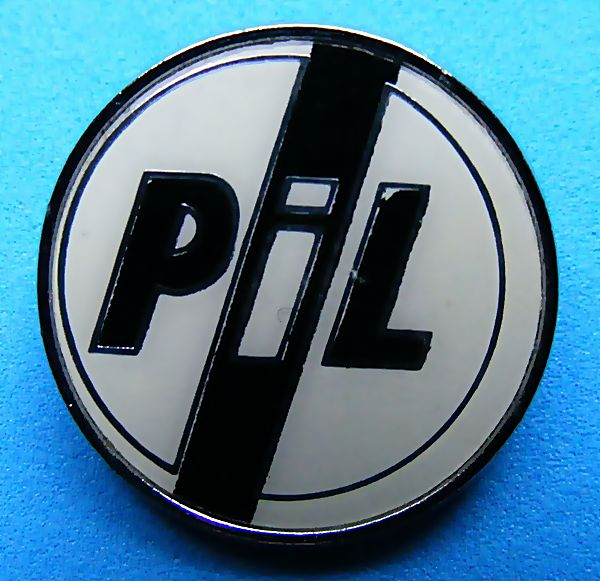
PIL logo.

Public Image Ltd. (PiL) is een Engelse postpunkband die opgericht werd in 1978 door zanger John Lydon (ex-Sex Pistols), gitarist Keith Levene (ex-The Clash) en bassist Jah Wobble. PiL wordt algemeen beschouwd als een van de meest invloedrijke, vernieuwende en controversiële bands van het einde van de jaren 70 en het begin van de jaren 80. De band stond op non-actief sinds 1992. Sinds 2009 is de band weer actief en in 2012 en 2023 brachten ze een nieuw album uit.

## Geschiedenis
Nadat John Lydon (ook wel bekend als Johnny Rotten) de Sex Pistols had verlaten in januari 1978 vlak na een tournee door de Verenigde Staten, rekruteerde hij zijn oude vriend Jah Wobble als bassist (ondanks het feit dat de man nog nooit bas had gespeeld) en Keith Levene (die hij nog kende van een tournee met The Clash in 1976) als gitarist. Jim Walker, een Canadese student, werd via een advertentie binnengehaald als drummer.
In oktober 1978 kwam de eerste single Public Image uit en in december van datzelfde jaar verscheen het debuutalbum First Issue (ook bekend onder de naam Public Image). Het album werd door de critici de hemel in geprezen. Het bevatte veel dub en reggae invloeden en vooral het basgeluid van Wobble was vernieuwend.
Jim Walker verliet de band in het begin van 1979. Een reeks drummers werden getest en te licht bevonden en het was uiteindelijk Richard Dudanski die het grootste deel van de opnamen voor het album Metal Box voor zijn rekening nam. Hij werd echter al snel weer vervangen door Martin Atkins. De single Death Disco, die alweer opgebouwd was rond een hypnotische baslijn, werd een kleine hit in het Verenigd Koninkrijk. Metal Box werd oorspronkelijk uitgebracht onder de vorm van drie 12" 45-toerenplaten in een metalen filmblik en was opnieuw opgebouwd rond de karakteristieke dub-baslijnen van Wobble en de sombere vocalen en paranoïde teksten van Lydon.
In 1980 ging PiL op tournee in de Verenigde Staten en verscheen de band op de Amerikaanse televisie, in het tienerprogramma American Bandstand. Lydon liet duidelijk merken dat hij playbackte, viel een cameraman lastig en nodigde het publiek op het podium uit. De show (en de hele tournee) eindigde in een complete chaos.
Nog tijdens de Amerikaanse tournee verliet Jah Wobble de band. Hij was al langer ongelukkig met het gebrek aan ambitie van de band en had later nog een vrij succesvolle solocarrière. Ook Martin Atkins was ondertussen alweer vervangen door de 60-jarige jazzdrummer Sam Ulano. Een concert in de Ritz in New York (waarin PiL zonder bassist een soort improvisatie ten beste gaf) leidde tot een gevecht waarbij flessen naar het podium werden gegooid.
In 1981 werd Martin Atkins teruggehaald als drummer voor de opnames van Flowers Of Romance. Het album werd uiteindelijk veel experimenteler dan Metal Box en Keith Levene, die ondertussen overgeschakeld was op synthesizer en basgitaar, zorgde, samen met de aparte drumstijl van Atkins, voor een totaal nieuwe stijl. Het album bestond vooral uit drums, zang, keyboards en samples.
In 1982 werd een album opgenomen met de nieuwe bassist Pete Jones, maar dat werd nooit uitgebracht. Het werd pas later door Levene (die na een ruzie met Atkins de band had verlaten) uitgebracht als bootleg onder de naam Commercial Zone. Volgens Lydon en Atkins zou Levene de mastertapes gestolen hebben. De single This Is Not a Love Song werd echter wel een clubklassieker.
Een flink aantal nummers van Commercial Zone werd heropgenomen voor het volgende album, This Is What You Want...This Is What You Get uit 1984. Hierop klinkt de band, die voor het grootste gedeelte bestond uit sessiemuzikanten, weer geheel anders, veel meer pop- en dancegericht. Na een dramatisch livealbum, Live in Tokyo, verliet ook Martin Atkins de band.
In 1986 nam de band zijn volgende plaat Album op onder productie van Bill Laswell. PiL bestond op dat moment uit Lydon, gitarist John McGeoch (ex-Siouxsie & The Banshees en Magazine), multi-instrumentalist Lu Edmunds, bassist Allan Dias en drummer Bruce Smith. De single Rise wordt een hitje in het Verenigd Koninkrijk. Happy werd uitgebracht in 1987. Edmunds verliet de band in 1988 en het album 9 kwam uit in 1989. Smith verliet de band in 1990.
In 1992 verscheen het album, That What Is Not. Lydon ontbond de groep een jaar later nadat platenmaatschappij Virgin had geweigerd de tournee ter promotie van het album te financieren. De laatste line-up van PiL bestond uit Lydon, McGeoch, Ted Chau (gitaar en keyboards), Mike Joyce (ex-The Smiths) en Russell Webb (bas).
In de herfst van 2009 maakte PiL een comeback. De band speelde een aantal optredens in het Verenigd Koninkrijk. De line-up voor die tournee bestond uit Lydon, Lu Edmunds (gitaar), Bruce Smith (drums) en nieuwe aanwinst Scott Firth (bas). In de lente van 2010 maakte de band een tournee doorheen Noord-Amerika, gevolgd door een aantal optredens in Europa.
In 2023 werd Hawaii uitgebracht. Met deze song nam PiL voor Ierland deel aan de voorrondes van het Eurovisie Songfestival. In augustus 2023 verscheen het album End of World.

## Discografie

### Studioalbums
- First Issue / Public Image (Virgin, 1978)
- Metal Box (Virgin, 1979)
- The Flowers of Romance (Virgin, 1981)
- This Is What You Want...This Is What You Get (Virgin, 1984)
- Album (Virgin, 1986)
- Happy? (Virgin, 1987)
- '9' (Virgin, 1989)
- That What Is Not (Virgin, 1992)
- This is PiL (PiL Official, 2012)
- What the World Needs Now... (PiL Official, 2015)
- End of World (PiL Official, 2023)

### Livealbums, compilaties en andere
- Second Edition (heruitgave van Metal Box) (Virgin, 1980)
- Paris au Printemps (live) (Virgin, 1980)
- Live in Tokyo (Virgin, 1983)
- The Greatest Hits So Far (Virgin, 1990)
- Box (1990)

### 7" vinyl en 12" maxi vinylsingles
- Public Image (Virgin, 1978)
- Death Disco (Virgin, 1979)
- Memories (Virgin, 1979)
- Flowers of Romance (Virgin, 1981)
- This Is Not a Love Song (Virgin, 1983)
- Bad Life (Virgin, 1984)
- Rise (Virgin, 1986)
- Home (Virgin, 1986)
- Seattle (Virgin, 1987)
- The Body (Virgin, 1987)
- This Is Not a Love Song / Public Image (heruitgave) (Old Gold, 1988)
- Disappointed (Virgin, 1989)
- Warrior (Virgin, 1989)
- Don't Ask Me (Virgin, 1990)
- Cruel (Virgin, 1992)

### Bootlegs
- Commercial Zone (PiL Records, 1983)